# Приходькова Єлизавета Костянтинівна
Приходькова Єлизавета Костянтинівна (19 серпня 1892, Харків — 12 серпня 1975) — українська дослідниця фізіології, член-кореспондент АН УРСР (1951), завідувачка кафедри нормальної фізіології Харківського медичного інституту (1946—1966) .

## Біографія
Народилася в Харкові в дворянській родині, батько був юристом. Ніколи не приховувала свій соціальний статус, писала в анкетах «із дворян». Закінчила гімназію з золотою медаллю 1911 року, поступила до природничого відділення Вищих жіночих курсів Товариства трудящих жінок. 1912 року перевелася до Харківського жіночого медичного інституту, який закінчила з відзнакою 1918 року. З 1916 року працювала на кафедрі фізіології жіночого медичного інституту, з 1921 приєднаної до Харківського медичного інституту (ХМІ).

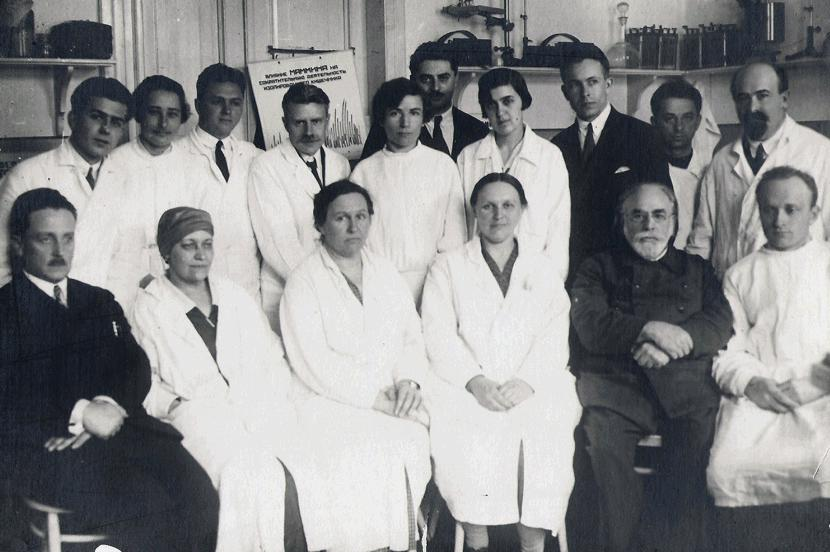
Співробітники Українського органотерапевтичного інституту в Харкові. Сидять (зліва направо) Георгій Фольборт, О. Н. Філіпова (співробітник фармакотерапевтичного відділення), З. Є. Щавинська (зав. науково-виробничим сектором), Єлизавета Приходькова (завідувачка фізіологічним відділенням), Василь Данилевський (директор), М. М. Денисенко; стоять (зліва направо) Бартольд Вартапетов (співроб. фізіологічного від.), П. А. Вялкова (співроб. від. травлення), Анатолій Воробйов (співробітник відділу травлення), Григорій Тутаєв (зав. фармакотерапевтичним від.), Вінокуров, В. Д. Епштейн (співроб. біохімічного від.), А. А. Ліндберг, Г. Л. Ейнгорн (зав. гормоно-хімічної лаб.)

У 1919—1949 роках завідувала лабораторією фізіології Українського науково-дослідного інституту експериментальної ендокринології.
Довгий час працювала поруч із своїм вчителем академіком Василем Данилевським: була лаборантом (1918 – 1919 рр.), асистентом (1920 – 1929 рр.), доцентом (1929 – 1933 рр.), професором (з 1934 р.) у Жіночому медичному інституті, а потім (з 1921 р.) у ХМІ. Також трудилася під керівництвом одного з найближчих учнів академіка І. П. Павлова, майбутнього академіка АН УРСР Георгія Фольборта, який у 1926 році змінив В. Я. Данилевського на посаді завідувача кафедри фізіології ХМІ. Повернувшись до Харкова, перебувала на посаді доцента (1944 – 1945 рр.), потім професора (1945 – 1946 рр.) виконуючого обов’язки (1946 – 1947 рр.), надалі – завідувача кафедри нормальної фізіології [вірні клятві].
У 1946—1966 роках працювала завідувачкою кафедри нормальної фізіології Харківського медичного інституту. У 1949—1956 роках також була заступницею директора з наукової роботи.
1939 року захистила дисертацію доктора біологічних наук, 1940 року здобула вчене звання професора. Під час німецько-радянської війни в 1941—1944 роках поїхала в евакуацію до Чкалова, де була професором кафедри нормальної фізіології 1-го Харківського медичного інституту.
У 1951 році обрана членом-кореспондентом АН УРСР.
Член КПРС з 1950 року. У 1956 році була делегаткою XX з'їзду КПРС. Єлизавету Приходько обирали депутатом Харківської міської ради депутатів трудящих. У цьому ж році отримала почесне звання заслуженого діяча науки УРСР 
За спогадами Юрія Губського в 1963—1964 роках лекції Єлизавети Приходькової для студентів університету були вже несучасні та «нуднуваті».

## Науковий внесок
Вчена досліджувала фізіологічну дію гормонів та нейромедіаторів на організм, зокрема роль ацетилхоліну в стимуляції секреції залоз, адреналіну та норадреналіну в симпатичній нервовій системі. Роботи з фізіології залоз внутрішньої секреції дали автору можливість підвести наукові основі і впровадити в терапевтичну практику низку нових органопрепаратів .
Також працювала з екстрактами органів, виясняючи їх гуморальні функції. Разом з Віктором Коганом-Ясним у 1930-ті роки вивчала роль інсуліну в регуляції роботи серця.
Також показала роль симпатичної нервової системи в регуляції артеріального тиску. Розробила декілька експериментальних моделей артеріальної гіпертензії.
Під керівництвом Є.К. Приходькової захищено 5 докторських і 14 кандидатських дисертацій (за іншими даними консультувала й керувала принаймні 11 докторськими та 24 кандидатськими дисертаціями).
Єлизавета Приходькова входила до складу першої редакції «Фізіологічного журналу» 1955 року.

## Наукові праці
- Приходькова Е. К., Долгинцева, Н. М. Труды Украинского психоневрологического института, Т.17, 1946(рос.)
- Приходькова, Е. К. (1954). Творческий путь и общественная деятельность ВЯ Данилевского. Очерки истории медицинской науки и здравоохранения на Украине, 249—259.(рос.)
- Гайсинська, М. Ю., Приходькова, Є. К., & Скалозуб, В. П. (1964). Адреналіноподібні речовини крові і стабілізація адреналіну сироваткою при експериментальній гіпертонії. Украинский биохимический журнал, 36(3), 431.

## Нагороди
- Заслужений діяч науки УРСР (1956)[3] [1]
- Орден Леніна
- Орден Трудового Червоного Прапора[1]

## Додаткова література
- В. Г. Самохвалов, З. П. Петрова. Приходькова Єлизавета Констянтинівна // Вчені Харківського державного медичного університету 1805-2005 / за ред. акад. А. Я. Циганенка. — Х., 2003. — С. 213—214. — ISBN 966-7100-35.9.
- Петрова З. П. Харьковский физиолог, член-корреспондент АН УССР Елизавета Константиновна Приходькова // Медицинская профессура СССР: материалы международной конференции (6 июня 2013 г., Москва) / РАМН, Научный совет по истории и философским проблемам медицины РАМН, НИИ истории медицины РАМН. — М., 2013. — С. 242—244.(рос.)